# Andrej Andreevič Popov
Andrej Andreevič Popov (Tula, 13 ottobre 1832 – Nižnij Novgorod, 1896) è stato un pittore russo.

## Biografia
Popov si avvicinò all'arte sin da piccolo e appartenendo ad una famiglia di pittori, seguì gli insegnamenti di suo padre, che era un pittore di icone.
Nel 1846 entrò all'Accademia russa di belle arti di San Pietroburgo, dove studiò sotto la guida di Maxim Vorobiev e Bogdan Willewalde.
Nel biennio 1858-1859 collaborò con l'Accademia nel ruolo di assistente del maestro Ivan Vistelius (1802–1872).
Dopo una lunga serie di opere di buon livello, ma un po' tiepidine, realizzò con Scena popolare alla fiera di Staraja Ladoga (1853, Museo russo di San Pietroburgo) la sua prima opera di un ciclo di lavori di genere intrisi di verismo genuino.
I suoi lavori più apprezzati documentarono e illustrarono la Russia popolare dell'Ottocento, con temi e personaggi che presero le distanza dall'accademismo in auge a quei tempi.
Nell'arco della sua vita viaggiò molto in Europa, soggiornando in Germania, a Parigi e a Roma, dove lavorò intensamente.
Una volta rientrato in Russia, piano piano si allontano dall'attività pittorica.

## Opere

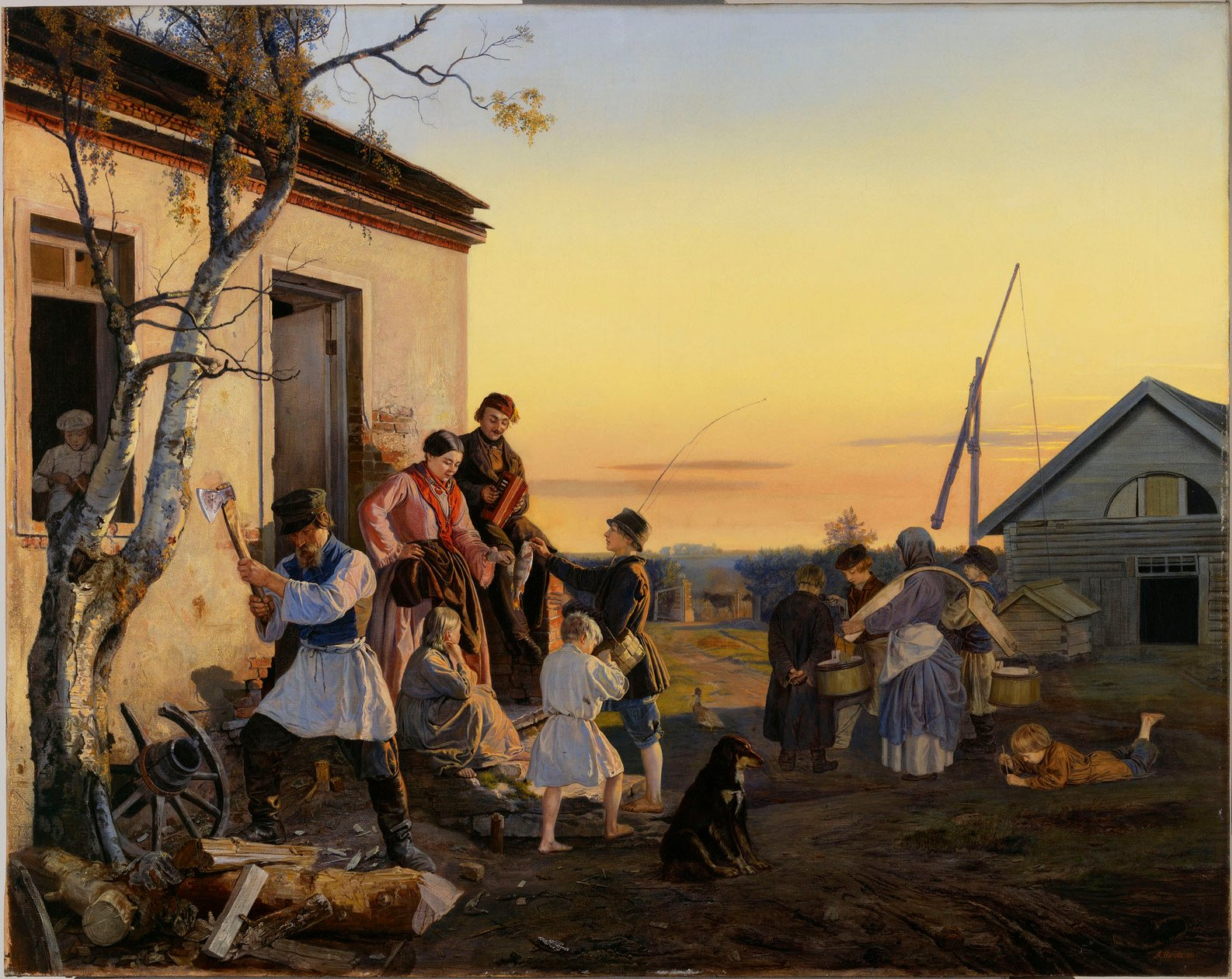
Aia
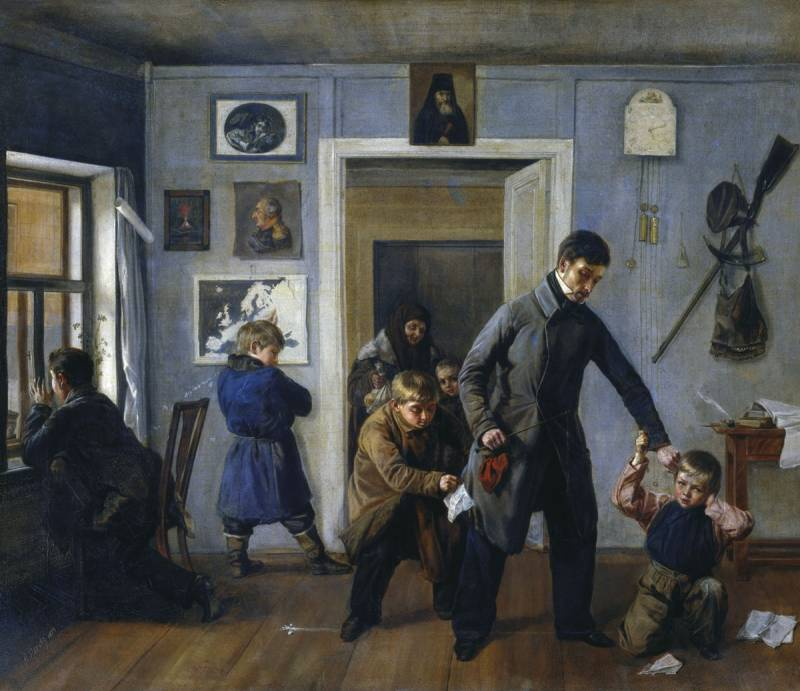
Insegnante
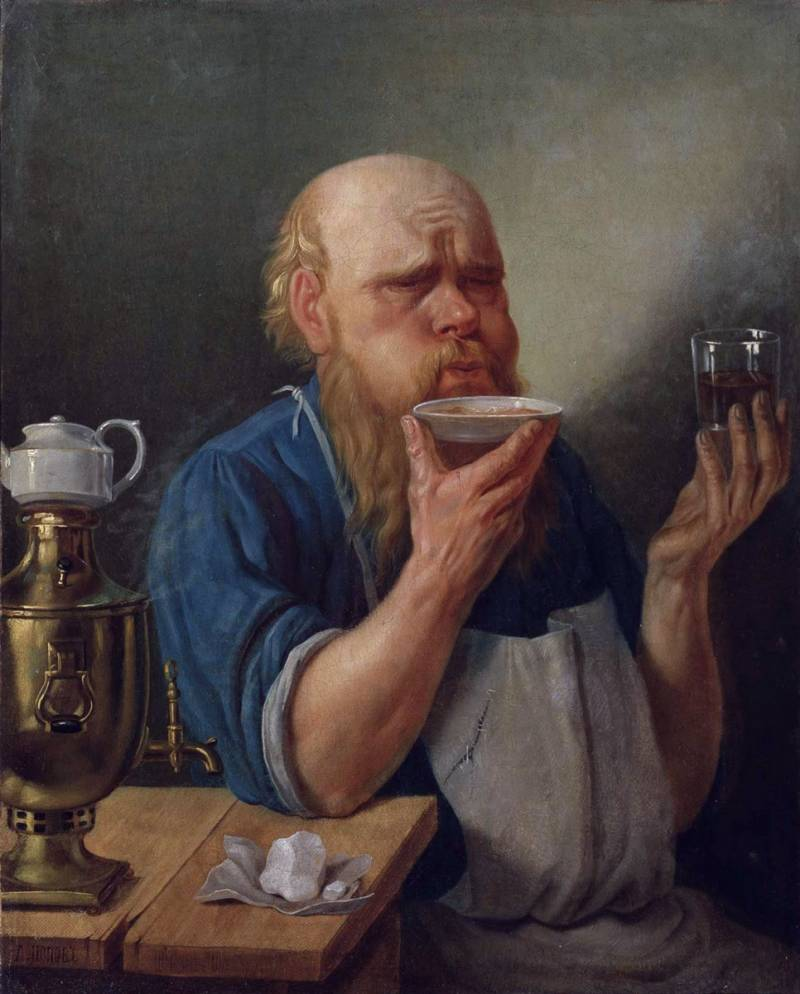
Tè
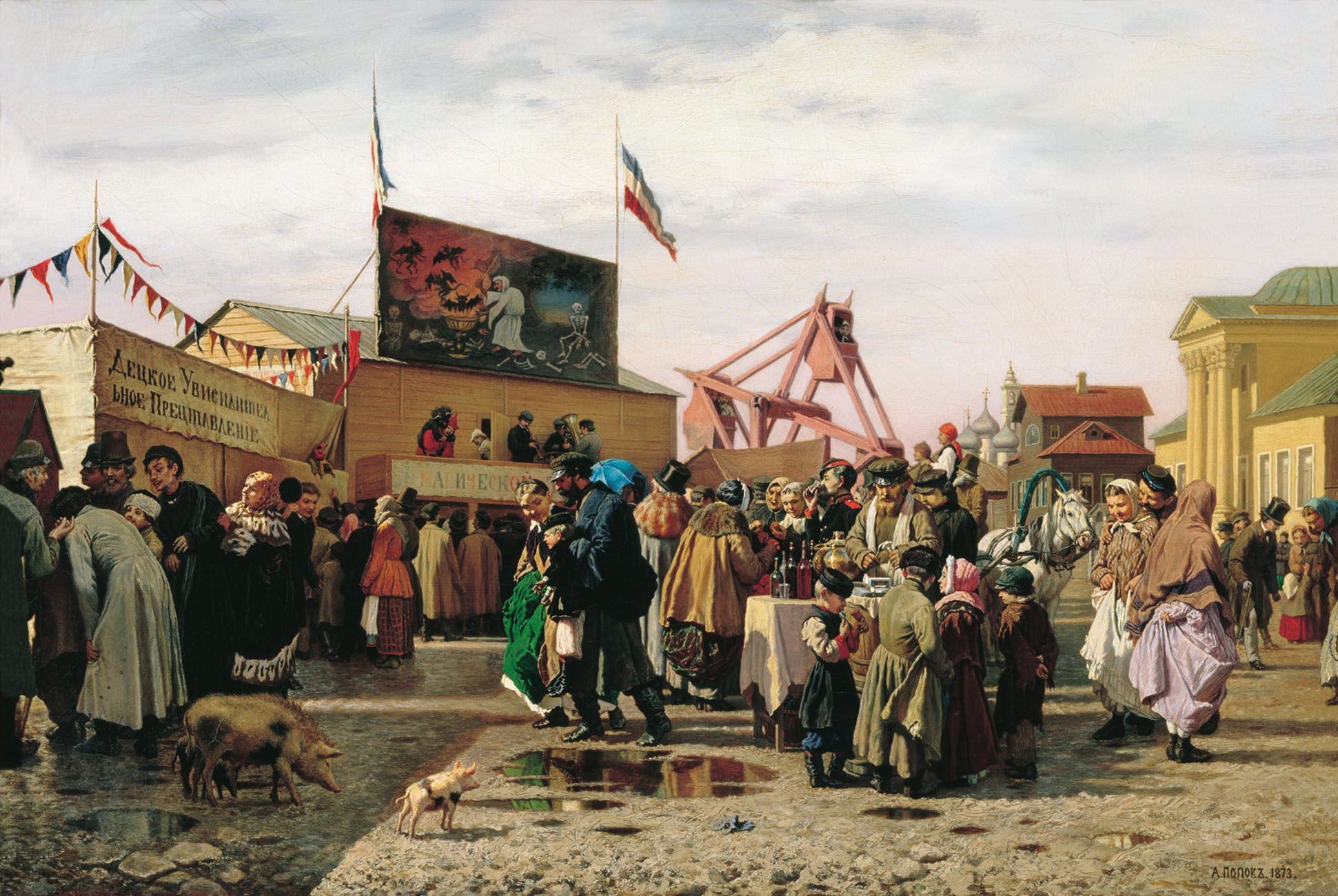
Caos a Tula durante la Settimana Santa
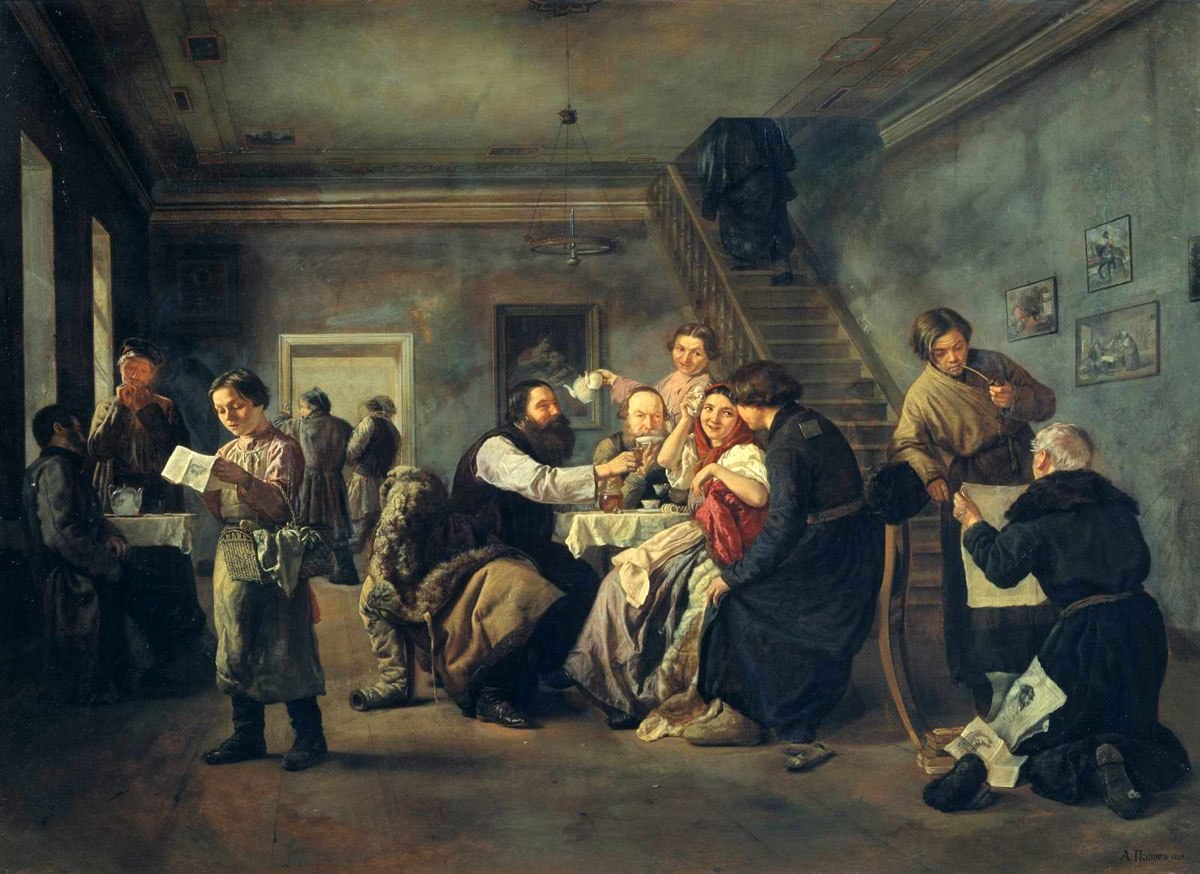
Una trattoria